# Istanbul Challenger 1997
L'Istanbul Challenger 1997 è stato un torneo di tennis facente parte della categoria ATP Challenger Series nell'ambito dell'ATP Challenger Series 1997. Il torneo si è giocato a Istanbul in Turchia dal 28 luglio al 3 agosto 1997 su campi in cemento.

## Vincitori

### Singolare
Jean-Philippe Fleurian ha battuto in finale  Mark Petchey con il punteggio di 6–3, 6–1.

### Doppio
João Cunha e Silva /  Jean-Philippe Fleurian hanno battuto in finale  Chris Haggard /  Mark Petchey per walkover